# Soedigdomarto Moedomo
Soedigdomarto Moedomo (* 29. November 1927 in Magetan; † 5. November 2005 in Bandung) war ein indonesischer Mathematiker, der sich mit Analysis befasste. Er spielte eine Vorreiterrolle in der Entwicklung der Lehrer der höheren Mathematik in Indonesien.
Er wurde S. Moedomo zitiert (Moedomo ist der Nachname).
Moedomo wurde 1959 an der University of Illinois at Urbana-Champaign bei Robert G. Bartle in Mathematik promoviert (A Representation Theory for the Laplace Transform of Vector-Valued Function).  Er war ab 1961 Professor für Mathematik und zeitweise Rektor des Bandung Institute of Technology.

## Schriften
- mit J. J. Uhl: Radon-Nikodým theorems for the Bochner and Pettis integrals, Pacific J. Math., Band 38, 1971, S. 531–536